# Ilex wightiana
Ilex wightiana är en järneksväxtart som beskrevs av Nathaniel Wallich. Ilex wightiana ingår i släktet järnekar, och familjen järneksväxter. Inga underarter finns listade i Catalogue of Life.